# Szitdzsehuti
Szitdzsehuti (vagy Szatdzsehuti; „Thot leánya”) hercegnő és királyné az ókori egyiptomi XVII. dinasztia végén; Szenahtenré Jahmesz fáraó lánya, Szekenenré Ta-aa fáraó, Ahhotep királyné és Ahmesz-Inhapi testvére, Szekenenré Ta-aa felesége. Egy lánya született, Ahmesz. Nevét megemlítik lánya múmiapólyáin.
Szitdzsehuti múmiáját koporsójával, aranymaszkjával, egy szívszkarabeusszal és Ahmesz-Nofertaritól kapott vásznakkal együtt 1820 körül fedezték fel. Koporsója fedele ma Münchenben található, múmiamaszkja a British Museumban.
Szitdzsehuti címei: A király lánya (z3.t-nỉswt), A király nővére (zn.t-nỉswt), A király felesége (ḥmt-nỉswt).